# Droit afghan
Le droit afghan est le droit de tradition musulmane appliqué en Afghanistan.

## Histoire
La forme étatique du droit, caractérisée notamment par la prison, s'implante en Afghanistan au cours du XXe siècle. Dans le sillage des réformes ottomanes, de nombreux Afghans s'inspirent du droit britannique et tentent d'imaginer une administration étatique qui corresponde à leur vision de l'islam, donnant lieu au mouvement des lois dites nizamnama.

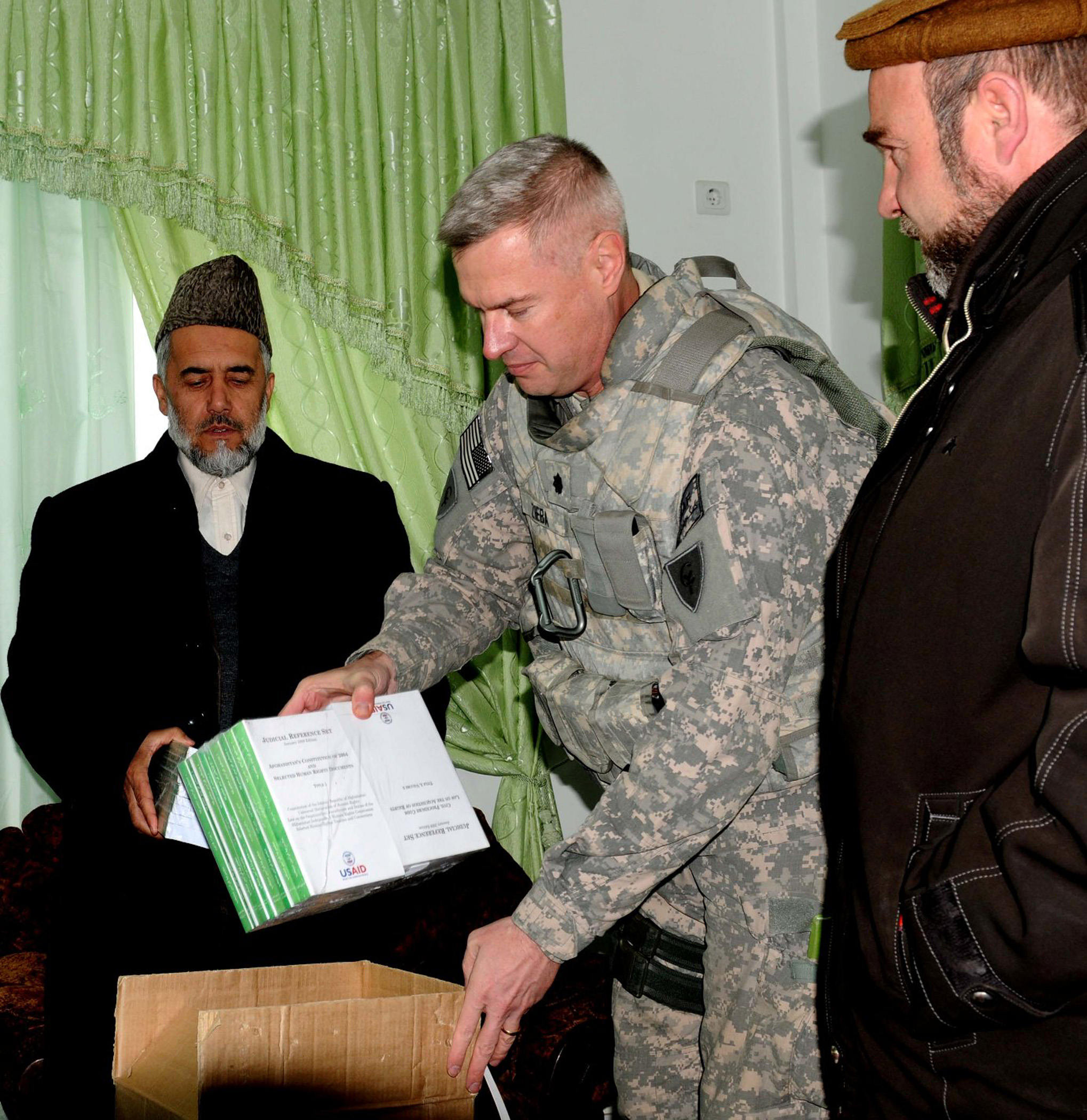
Sur cette photo publiée par l'armée américaine, un soldat déballe des manuels de droit estampillés USAID devant un juriste afghan.

Au XXIe siècle, les États-Unis envahissent l'Afghanistan pendant une dizaine d'années, prétendument pour promouvoir l'état de droit – un échec.
Avant le retour des Talibans, une loya jirga constitutionnelle avait été convoquée pour entamer un processus de débats sur l'avenir du système de droit afghan.
Selon Adam Baczko, la création de nombreux tribunaux de proximité par les Talibans est un des points clés qui a rendu ces derniers désirables pour la population. Selon ce chercheur, le service public de justice administré par les Talibans durant la guerre a plu parce qu'il était devenu une des seules institutions de stabilité et d'harmonie dans la vie de beaucoup d'Afghans, là où les tribunaux de l'État soutenu par les États-Unis étaient largement discrédités à cause de la corruption.
Selon un documentaire publié par The New Yorker en 2023, l'application de la charia par les Talibans est ambivalente, avec d'un côté une amélioration de certains droits des femmes, par exemple la nécessité du consentement pour le mariage, conformément à la jurisprudence islamique de l'école hanafiste, tandis que d'un autre côté, la charia est invoquée pour énoncer des interdictions – notamment celle de fréquenter l'université – qui ne sont pourtant fondées par aucun texte ou doctrine islamique traditionnelle. Les journalistes auteurs du documentaire expliquent que les Talibans imposent ainsi des normes issues du patriarcat pachto à l'ensemble du pays sous le couvert de la légitimité religieuse.

## Fonctionnement
L'État afghan ne se positionne pas comme l'unique forum juridique du pays, au contraire, sa Constitution déclare subordonner sa légitimité à celle de la jurisprudence islamique, et dans la pratique, de nombreuses institutions afghanes sont gouvernées par des normes non étatiques et des moyens locaux de résoudre les disputes – par exemple dans le bazar de la capitale. Le pachtounwali est un exemple de norme respectée en dehors de l'État, qui a d'ailleurs fait l'objet de politiques de développement de la part des puissances occupantes onusiennes dans l'espoir d'en faire l'instrument de leurs objectifs de police.
Les juges afghans favorisent souvent le sulh.

## Sources du droit

### Constitution
La Constitution est la norme suprême de l'Afghanistan.

### Droit musulman
L'article 3 de la Constitution dispose qu'aucune loi ne pourra contredire le droit musulman. Le Code pénal (1976) est basé sur le droit pénal musulman.
L'article 130 de la Constitution dispose que, en l'absence de dispositions de la Constitution, les juridictions doivent se conformer à l'hanafisme tout en respectant les limites prescrites par la Constitution afin de « rendre justice de la meilleure façon ».
La constitution dispose que les juridictions doivent suivre la jurisprudence du chiisme lorsque l'affaire qui leur est soumise concerne le statut personnel d'une personne chiite. Si une loi règlemente le statut personnel en question, la loi doit être interprétée conformément au chiisme, si aucune loi n'est présente, la jurisprudence chiite s'applique pleinement.

### Législation
Le pouvoir législatif est détenu par l'Assemblée nationale.

### Droit international
Les traités internationaux doivent être conformes à la Constitution et doivent être interprétés conformément aux lois.

## Sources

## Compléments